# Andy McNab
Pour les articles homonymes, voir McNab.
Steven Billy Mitchell, connu sous le pseudonyme d'Andy McNab, est un ancien militaire et un romancier britannique, né le 28 décembre 1959 à Londres.

## Biographie
Andy McNab a été abandonné à sa naissance à l'entrée du Guy's Hospital, à Southwark. Jeune, il a des résultats scolaires médiocres et commet quelques délits. C'est à 16 ans, après être sorti de prison, qu'il décide d'entrer dans l'armée britannique.

### Carrière militaire
Après avoir tenté en vain de devenir pilote, il est soldat dans le Royal Green Jackets. De fin 1977 à 1979, il est en poste en Irlande du Nord, au sud du Comté d'Armagh ; il est promu caporal pendant cette période.
En 1983 il échoue à l'entrée dans le SAS. Il le retente en 1984 et cette fois est accepté. McNab a travaillé à la fois dans le cadre d'opérations clandestines et officielles, dans le monde entier, incluant des opérations antiterroristes et anti-drogue au Moyen-Orient, Extrême-Orient, Amérique latine et Irlande du Nord. McNab a un entrainement de spécialiste en lutte antiterroriste, élimination de cibles, sabotage, armes à feu, tactique, surveillance clandestine collecte d'informations en environnement hostile, ainsi qu'en protection rapprochée. Il a pris part à des opérations menées en coopération avec des forces de police, des services pénitentiaires et des forces antidrogues occidentales, il a soutenu des mouvements de guérilla  et des opérations spéciales conventionnelles.
Pendant la guerre du Golfe, McNab commandait Bravo-Two-Zero, une patrouille SAS de huit hommes dont le rôle était de détruire les liaisons souterraines de communication entre Bagdad et le Nord-Ouest de l'Irak, ainsi que de surveiller les mouvements des Scuds dans la région. La patrouille a été envoyée en Irak le 22 janvier 1991 mais a vite été mise en danger et dû fuir à pieds vers la Syrie, le pays allié le plus proche. Trois d'entre eux meurent (deux d'hypothermie, le troisième est abattu) et quatre (dont McNab) sont capturés après trois jours de fuite. Le dernier, 'Chris Ryan', est parvenu à rejoindre la Syrie. Les quatre prisonniers sont relâchés le 5 mars, après six semaines de captivité. À sa libération, McNab souffrait de ses deux mains (nerfs endommagés), d'une épaule disloquée, de problèmes rénaux et hépatiques, ainsi que d'une hépatite B.
Il reprend le service actif après un traitement médical de six mois puis quitte le SAS en 1993.

## Carrière littéraire
Après son départ de l'armée, il écrit plusieurs livres relatant son expérience militaire, dont Bravo Two Zero (novel) (en) sur sa participation à la guerre du Golfe et notamment concernant le rôle du SAS dans ce conflit.
Son premier roman, Manipulation (1998) retrace la violence et la sanglante brutalité de la guerre clandestine liée au statut politique de l'Irlande.
Andy McNab a su tirer de son expérience personnelle au sein du SAS un roman captivant, instructif où beaucoup de détails opérationnels, de scènes d'action pure et de situations politiques sont vraies. Le récit commence par l'exécution de trois terroristes présumés de l'IRA à Gibraltar.
Il est aussi coauteur, avec Robert Rigby (en), de la série de romans d'espionnage pour jeunes Danny Watts (Boy Soldier Series en anglais).

### Son identité
"Andy McNab" est un pseudonyme. Sa véritable identité, son lieu de résidence et son visage sont inconnus du public (à l'occasion de passages à la télévision pour son œuvre littéraire, son visage apparaissait flouté).

#### Documents et récits
- Bravo Two Zero, Éditions Archipel, 2001 ((en) Bravo Two Zero, 1993)- D'abord paru sous le titre Les Brumes du Golfe, Editions Ifrane (1995)
- En 1999, Bravo Two Zero a été adapté à la télévision pour la BBC par Tom Clegg. Andy McNab y est interprété par Sean Bean
- Action immédiate, Editions Ifrane, 1996 ((en) Immediate Action, 1995)
- Seven Troop, Nimrod, 2010 ((en) Seven Troop, 2008)
- (en) Spoken the Front, 2009

#### Romans
Série Nick Stone
1. Manipulation, Éditions de Fallois, 1999 ((en) Remote Control, 1998)
2. Ordre de tuer, Éditions de Fallois, 2000 ((en) Crisis Four, 2000)
3. Opération Firewall, Éditions de Fallois, 2002 ((en) Firewall, 2000)
4. Point de mire, Éditions de Fallois, 2003 ((en) Last Light, 2001)
5. Traque sanglante, Éditions de Fallois, 2004 ((en) Liberation Day, 2002)
6. (en) Dark Winter, 2003
7. (en) Deep Black, 2004
8. L’ennemi, Nimrod, 2008 ((en) Aggressor, 2005) Trad. : Luc de Rancourt
9. Hostiles, Nimrod, 2009 ((en) Recoil, 2006) Trad. : Luc de Rancourt
10. Couvre-feu, Nimrod, 2010 ((en) Crossfire, 2007) Trad. : Luc de Rancourt
11. Force brute, Nimrod, 2011 ((en) Brute Force, 2008) Trad. : Luc de Rancourt
12. Rétorsion, Nimrod, 2012 ((en) Exit Wound, 2009) Trad. : Luc de Rancourt
13. (en) Zero Hour, 2010
14. (en) Dead Centre

Série Danny Watts agent spécial (coécrite avec Robert Rigby (en))
1. Trahison, Éditions Baam !, 2007 ((en) Boy Soldier, 2005)
2. Riposte, Éditions Baam !, 2007 ((en) Payback, 2005)
3. Vengeance, Éditions Baam !, 2008 ((en) Avenger, 2006)
4. Opération Meltdown, Éditions Baam !, 2008 ((en) Meltdown, 2007)

## Dans la culture populaire
Le personnage Liquid Snake de la saga vidéoludique Metal Gear est directement inspiré de la personnalité d'Andy McNab.